# Reforma protestante en España

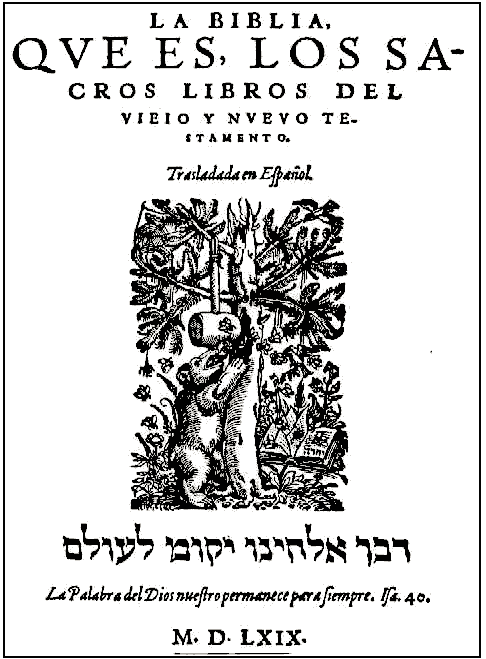
Biblia del Oso, primera traducción completa de la Biblia al castellano obra del protestante español Casiodoro de Reina, publicada en 1569, y que será revisada por Cipriano de Valera en 1602, convirtiéndose a partir de entonces en la versión de la Biblia preferida por la mayoría de los protestantes de habla española, por lo que probablemente sea el libro escrito en castellano con mayor número de ejemplares de la historia.

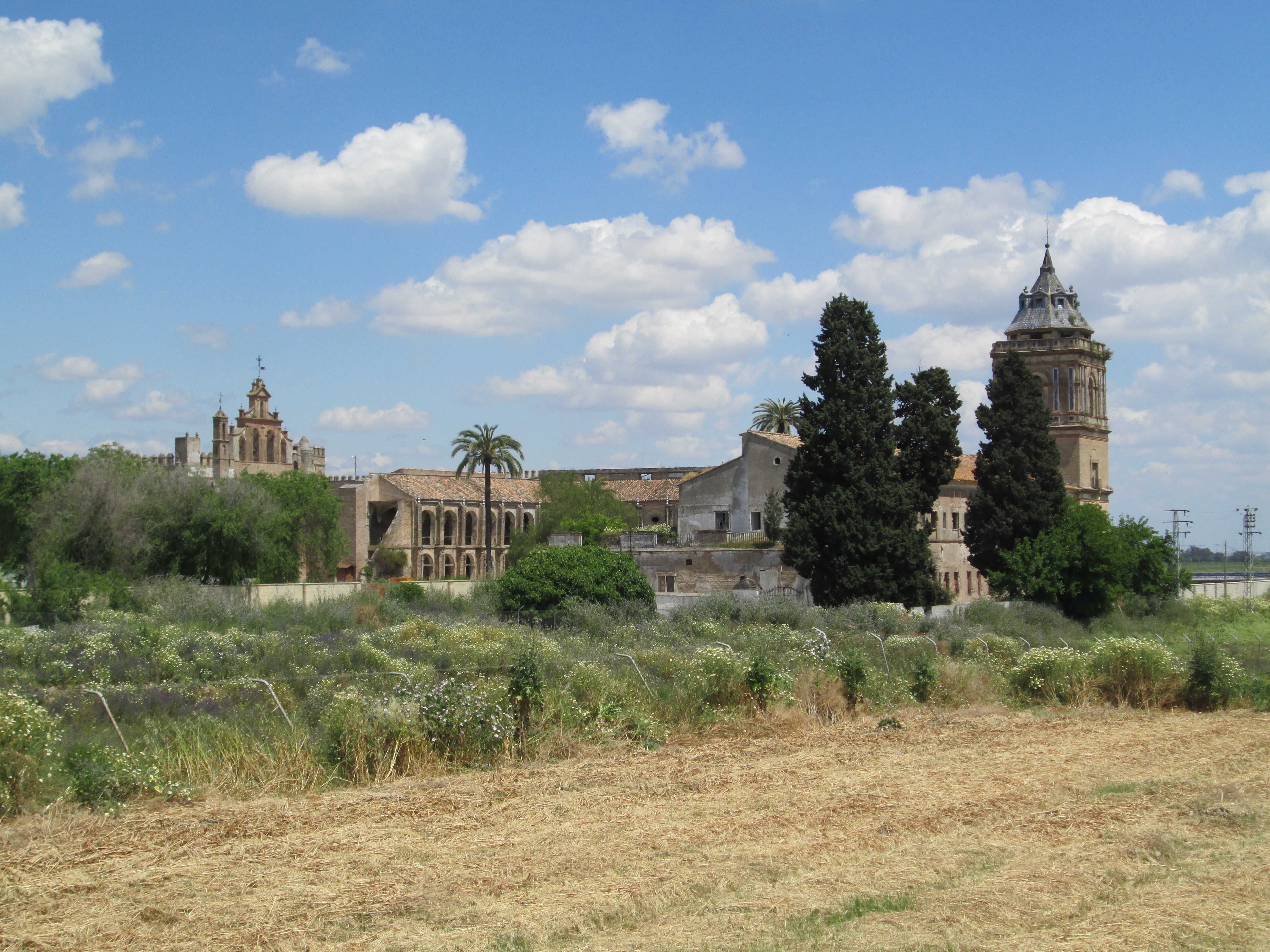
Monasterio de San Isidoro del Campo, Sevilla, uno de los principales focos de la Reforma protestante en España.

La historia de la Reforma protestante en España se remonta al siglo XVI, cuando varios creyentes españoles se sintieron plenamente de acuerdo con los planteamientos de la Reforma protestante iniciada por Martín Lutero en Alemania. Grupos destacados de entre estos creyentes fueron los de Valladolid (afines al luteranismo) y Sevilla (inicialmente favorables al calvinismo). En el grupo sevillano participaron los monjes jerónimos del Monasterio de San Isidoro del Campo.
En sus inicios, el protestantismo español se extendió principalmente entre la clase noble y culta, debido a su relación con el humanismo y la lectura de la Biblia. Como testimonio de este periodo, están nombres insignes como el de Juan de Valdés, Francisco de Enzinas y de los monjes Casiodoro de Reina,Cipriano de Valera y Antonio del Corro. A Casiodoro de Reina y Cipriano de Valera les debemos la primera traducción moderna completa de la Biblia al castellano.
Sin embargo, la Reforma protestante en España no arraigó debido a la implacable persecución a la que fueron sometidos los luteranos por la Inquisición española, lo que obligó a los que pudieron escapar a refugiarse en países  protestantes o más tolerantes. Henry Kamen destaca que «España era el único país europeo que contaba con una institución nacional dedicada a erradicar la herejía». Pero también existieron otras razones, como las que señala Joseph Pérez: «España estaba alejada del epicentro de la revolución religiosa; las reformas introducidas en la disciplina eclesiástica y en las órdenes religiosas en los primeros años del siglo XVI, aunque limitadas, habían contribuido a corregir ciertos abusos; por último, las inquietudes religiosas habían adoptado en la península Ibérica una forma original. En España es más fuerte la tentación del iluminismo que la del luteranismo o del calvinismo». Henry Kamen apunta otra más: «España no había experimentado desde el comienzo de la Edad Media ni una sola herejía que triunfara a nivel popular. Todas las luchas ideológicas desde la Reconquista se habían dirigido contra las religiones minoritarias, el judaísmo y el islam. En consecuencia, no había habido herejías autóctonas, al estilo de la de John Wycliff en Inglaterra, sobre las que pudieran enraizar las ideas luteranas».

## Antecedentes

### Albigenses y Valdenses

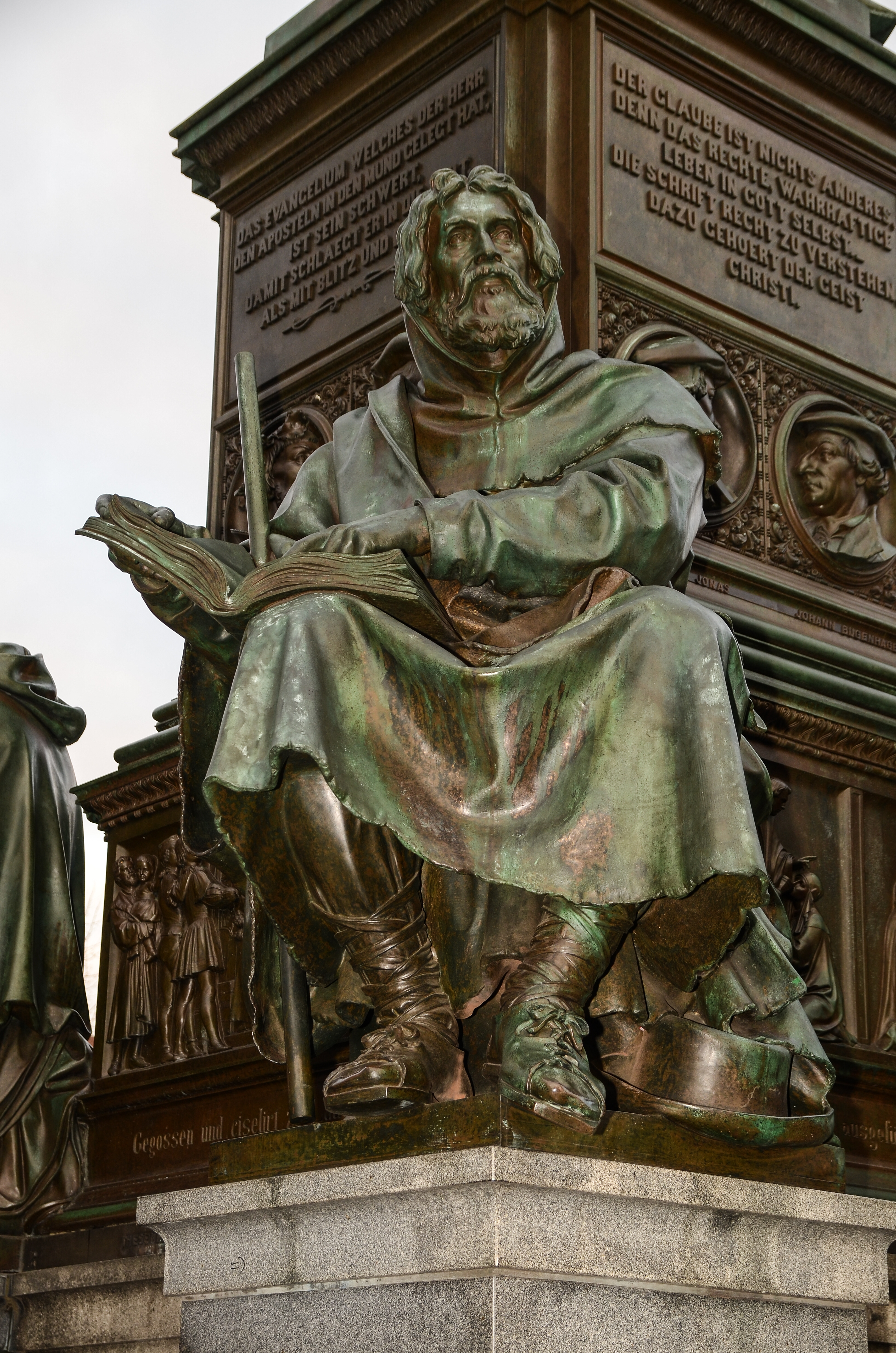
Estatua de Pedro Valdo en el Memorial de Lutero. Worms, Alemania

Alfonso Torres de Castilla, en su libro de Historia de las persecuciones políticas y religiosas ocurridas en Europa, hace mención a diferentes movimientos de reforma, anteriores a la denominada «Reforma protestante», que presentan afinidades con la estructura básica del protestantismo actual. «Antes de que apareciera en Alemania la famosa herejía de Lutero… en España como fuera de ella el origen de las herejías fue casi siempre la crítica más o menos severa de la conducta del clero y el deseo de reformar sus costumbres, restaurando la pureza que atribuye la tradición a las bases de los dos primeros siglos del cristianismo».
No obstante, no debe pensarse que la Reforma protestante se inicia en el siglo XVI. Han sido muchas las voces, los movimientos y las vivencias que han mostrado su disidencia de la ortodoxia católica y han abogado por la vuelta a los principios del cristianismo primitivo. Aunque los brotes de protesta fueron perseguidos, merece la pena citar dentro de España a los movimientos albigenses del siglo XII y valdenses del siglo XIII, aunque este último perdura en la actualidad, sobre todo en Italia.

### Los erasmistas
Buena parte de los humanistas españoles fueron seguidores de Erasmo de Róterdam y encontraron el apoyo de la corte de Carlos V e incluso de parte de la jerarquía eclesiástica, como el arzobispo de Toledo Alonso de Fonseca y Ulloa, y del inquisidor general Alonso Manrique, ambos erasmistas. Así, el Enchiridion de Erasmo, cuya traducción al castellano se publicó en 1526, fue acogido con gran entusiasmo, así como el resto de sus obras, y varios humanistas, entre los que destacaba Juan de Vergara, viajaron a los Países Bajos para estudiar con él.
Según Joseph Pérez, además de su reputación de humanista, son las ideas religiosas de Erasmo lo que atrae a la élite intelectual española. «Frente a Roma, Erasmo afirma la necesidad y la urgencia de una reforma de la Iglesia y de la religión, a la que hay que despojar de sus aspectos dogmáticos y formalistas: el exceso de especulaciones teológicas y una práctica rutinaria que está en el límite de la superstición. Erasmo defiende un retorno al Evangelio, a una religión espiritual y a un culto interior. Frente a Lutero, sale en defensa del libre arbitrio y se esfuerza por preservar la unidad del mundo cristiano. Su ideal sería una reconciliación irenista sin vencedores ni vencidos, que aseguraría la reforma necesaria de la Iglesia evitando el cisma».
Sin embargo, los métodos de exégesis de Erasmo y sus ideas religiosas, que algunos consideraban próximas a las de Lutero, eran objeto de críticas por parte de amplios sectores eruditos y eclesiásticos. Cuando en 1529 Manrique dejó de ser inquisidor general y el emperador Carlos V marchó a Italia llevando consigo a los principales erasmistas, los conservadores aprovecharon su oportunidad. El primero en ser detenido por la Inquisición fue Diego de Uceda, chambelán de un alto cargo de la Orden de Calatrava. Fue torturado y condenado, abjurando de sus «errores» en el auto de fe celebrado en Toledo el 22 de julio de 1529.

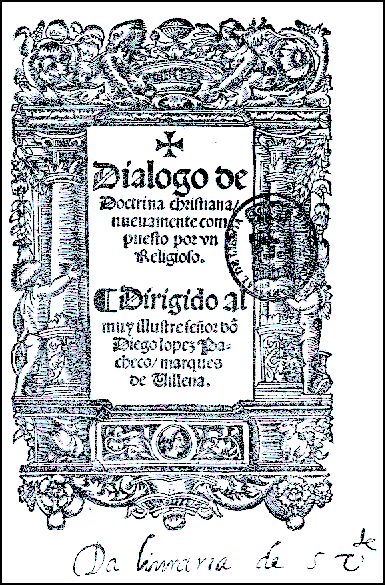
Diálogo de la Doctrina christiana (1529) de Juan de Valdés.

Mucho mayor impacto tuvo el proceso contra Juan de Vergara. Fue detenido en 1530 y condenado, acusado de «luteranismo» entre otras alegaciones —también de iluminismo como su hermano Bernardino Tovar—. Como Uceda, abjuró de sus «errores» en un auto de fe celebrado en Toledo en 1535 y pagó una gravosa multa de 1500 ducados, siendo confinado en un monasterio durante los dos años siguientes —aunque a su salida pudo recobrar sus antiguos puestos—. En 1533 Alonso de Virués, benedictino y predicador de Carlos V, fue detenido y confinado en una prisión de la Inquisición de Sevilla durante cuatro años. En 1537 se vio obligado a abjurar de sus «errores», siendo recluido en un monasterio, pero Carlos V intervino ante el papa y consiguió que éste anulara la sentencia.
En 1530 Juan de Valdés —del que Joseph Pérez afirma que en realidad era un alumbrado y que usó de pantalla el erasmismo— huyó a Italia justo a tiempo para poder evitar su detención por la Inquisición a causa del estudio teológico que había publicado el año anterior Diálogo de la doctrina cristiana y en el que se recogían algunos escritos de Lutero, sin mencionarlo. No tuvo la misma suerte el también erasmista Pedro de Lerma, que fue detenido y encarcelado, siendo obligado a abjurar de sus «errores» en todas las ciudades donde había predicado. Lerma huyó a París, recuperando el puesto de decano de la Sorbona. Su sobrino Francisco de Enzinas será uno de los más destacados luteranos europeos.
A finales de 1533 Rodrigo Manrique, hijo del inquisidor general Alonso Manrique, escribió desde París al erasmista Juan Luis Vives en Brujas —donde se había refugiado huyendo de la Inquisición por ser judeoconverso— sobre el encarcelamiento de Juan de Vergara:

Dices muy bien: nuestro país es una tierra de envidia y soberbia; y puedes agregar: de barbarie. Pues, de hoy en más, queda fuera de duda que nadie podrá poseer allá cierta cultura sin hallarse lleno de herejías, de errores, de taras judaicas. Así se ha impuesto silencio a los doctos; en cuanto a los que corrían al llamado de la ciencia, se les ha inspirado, como tú dices, un gran terror. En Alcalá se trata de extirpar completamente el estudio del griego

### Los alumbrados

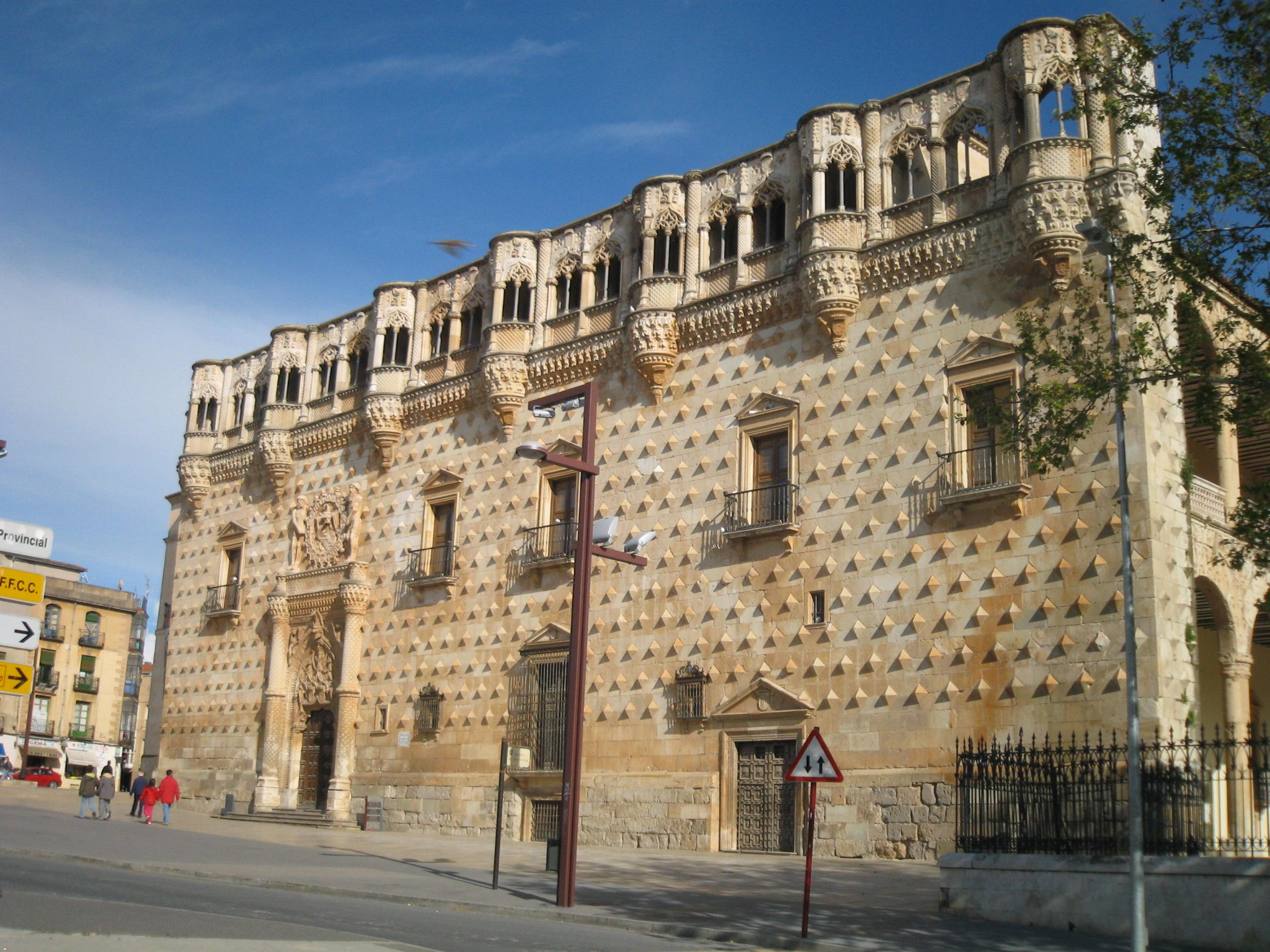
Palacio de los duques del Infantado, Guadalajara.

La versión más radical del método místico del «recogimiento» —la unión del alma con Dios— propugnado por los franciscanos, y que fue condenada por la propia orden mendicante, resaltaba la unión pasiva del alma con Dios, por lo que era conocida con el nombre de «dejamiento» y a sus seguidores como «dejados» o «alumbrados». Algunos nobles protegieron a estos grupos que buscaban una religión interior más auténtica.<
Según Joseph Pérez, los alumbrados o iluministas «preconizan un abandono sin control a la inspiración divina y una interpretación libre de los textos evangélicos. Los alumbrados afirman que actúan movidos únicamente por el amor de Dios y que de él procede su inspiración; carecen de voluntad propia: es Dios el que dicta su conducta; de ello se sigue que no pueden pecar. Los alumbrados rechazan la autoridad de la Iglesia, su jerarquía y sus dogmas, así como las formas de piedad tradicional que consideran ataduras: prácticas religiosas (devociones, obras de misericordia y de caridad), sacramentos…».
La Inquisición sospechó que había elementos heréticos en la doctrina de los alumbrados e inició una investigación que llevó a la detención de sus principales cabecillas —la beata Isabel de la Cruz y Pedro Ruiz de Alcaraz del grupo de Guadalajara, que fueron encarcelados en abril de 1524 y sentenciados en un auto de fe de julio de 1529— y a la promulgación por el inquisidor general, el erasmista Manrique, de un «edicto sobre alumbrados» en septiembre de 1525, que incluía una lista de 48 proposiciones consideradas heréticas. En 1529 fue detenida la beata Francisca Hernández, líder del grupo de alumbrados de Valladolid, y poco después uno de sus principales seguidores, el predicador franciscano Francisco de Ortiz. La beata incriminó a partidarios suyos acusándolos de «luteranos». Este fue el caso de Bernardino Tovar, hermano del erasmista Juan de Vergara, y de María de Cazalla, que fue torturada bajo la acusación de luteranismo y de iluminismo. Otro de los denunciados por la beata Francisca Hernández por «luteranismo» fue el impresor de la Universidad de Alcalá, Miguel de Eguía, pero fue absuelto en 1533 tras pasar más de dos años en la cárcel de la Inquisición en Valladolid.

## La persecución de los primeros protestantes

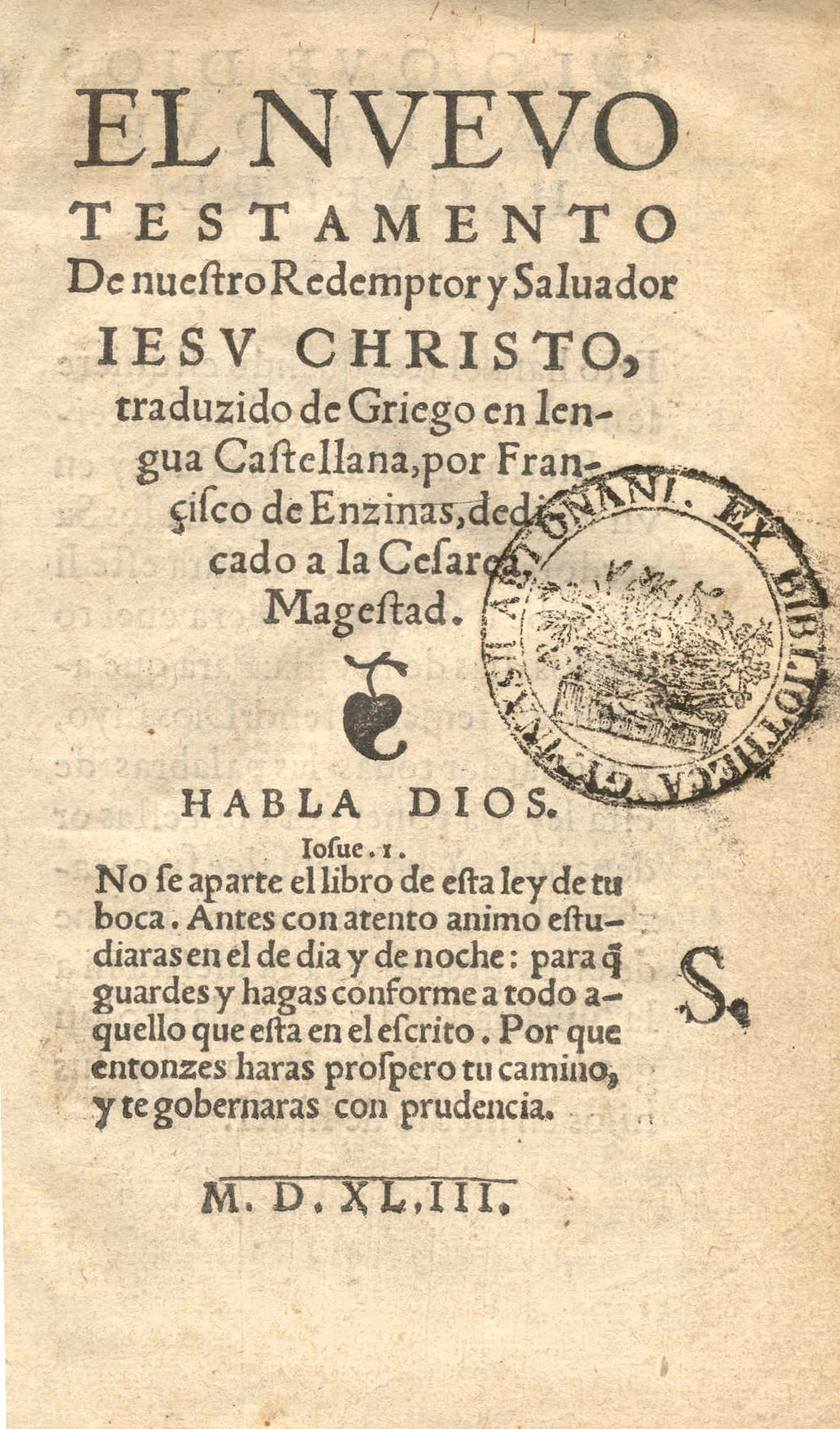
Portada del Nuevo Testamento traducido por Francisco de Enzinas y publicado en Amberes en 1543. Aparece la dedicatoria a Carlos V.

La primera noticia sobre el protestantismo en España data de 1521, cuando las autoridades creyeron tener conocimiento de que iban a ser introducidas clandestinamente obras traducidas e impresas de Martín Lutero por judeoconversos refugiados en los Países Bajos. En 1523 fue condenado y ejecutado en Palma de Mallorca un supuesto luterano de origen manchego, pero como se duda de que realmente lo fuera, se considera que la primera actuación de la Inquisición española contra un protestante tuvo lugar en Valencia en 1524, cuando fue condenado a muerte un comerciante alemán, Micer Blay, por haber importado libros sospechosos —inmediatamente se pusieron bajo vigilancia las librerías e imprentas—. Ese mismo año se descubren en las bodegas de un barco flamenco llegado a San Sebastián dos toneles llenos de libros luteranos que son inmediatamente quemados en la playa. En 1525 son detenidos unos barcos venecianos en las costas del Reino de Granada que llevaban una carga de libros «heréticos». En 1531, en un proceso de la Inquisición se menciona a un vendedor ambulante que tenía esa clase de libros. En 1535 un relojero francés de Toledo es apresado por la Inquisición acusado de «luterano». En 1539 seis marineros ingleses son detenidos en San Sebastián por la Inquisición y condenados a pagar pequeñas multas porque en una trifulca dijeron que la religión de su país era superior a la católica. Uno de ellos va a prisión y logra evadirse, pero tras ser capturado de nuevo, es quemado en Bilbao el 25 de mayo de 1539. Así pues, casi todos los detenidos acusados de ser «luteranos» eran extranjeros.
Se considera a Francisco de Encinas el primer luterano auténtico de la Monarquía Hispánica. Pertenecía a una rica familia de comerciantes burgaleses, lo que le permitió viajar y estudiar en Lovaina y en Wittenberg, donde conoció las doctrinas de Calvino y de Lutero. En 1540-1541 publica en Amberes una Breve y compendiosa institución de la religión cristiana bajo el seudónimo de Francisco de Elao —Elao significa encina en hebreo—, que en realidad era una traducción del Catecismo de Calvino y del Tratado de la libertad cristiana de Lutero. En 1543 traduce el Nuevo Testamento directamente de la versión griega de Erasmo de Róterdam. Encinas, como el aragonés Miguel Servet, no regresó a España para no ser víctima de la Inquisición, como le sucedió a Francisco de San Román, que se había convertido al luteranismo en un viaje de negocios a Amberes y que fue condenado y ejecutado en 1542. San Román suele ser considerado como el primer mártir de la Reforma protestante en España. Por otro lado, Encinas es autor de la primera obra publicada contra la Inquisición española. Se trata de De statu Belgico, deque religione Hispania, Historia Francisco Enzinas Burgensis, compuesta en 1545 e impresa en Estrasburgo en traducción francesa en 1558.

## Los grupos luteranos de Valladolid y de Sevilla

### El grupo de Valladolid
Su fundador fue un italiano, Carlos de Seso, corregidor de la ciudad de Toro, que se había convertido al protestantismo después de leer a Juan de Valdés. En torno a él se formó un grupo integrado por unas cincuenta y cinco personas, la mayoría de ellas nobles o conversos, entre las que destacaba el doctor Agustín de Cazalla, canónigo de Salamanca y antiguo capellán y predicador de Carlos V, y cuya familia también había abrazado la fe protestante —uno de los miembros de la familia, María de Cazalla, había sido condenada por la Inquisición por alumbrada—. También formaban parte del grupo miembros de la nobleza cristiana vieja, como fray Domingo de Rojas, hijo del marqués de Poza, o Ana Enríquez, hija de la marquesa de Alcañices, la que dijo «que no había más que dos sacramentos, que eran el bautismo y la comunión, y que esto de la comunión no estaba Cristo de la parte que acá tenían… y que lo peor de todo era decir misa, porque sacrificaban a Cristo y ya estaba sacrificado una vez».

### El grupo de Sevilla

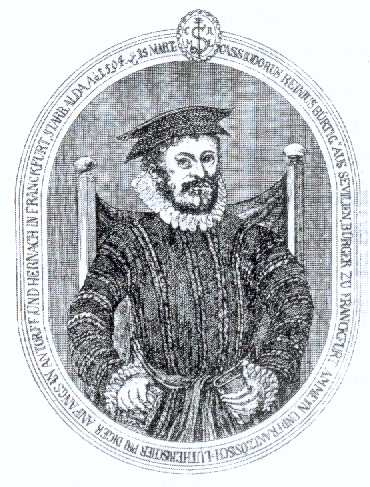
Casiodoro de Reina, protestante español, autor de la primera traducción de la Biblia al castellano, la Biblia del Oso.

En 1552 la Inquisición confiscó en Sevilla cerca de 450 biblias impresas en el extranjero. Ese mismo año comparece en un auto de fe el predicador de la catedral Juan Gil, conocido como Egidio, que había sido detenido por la Inquisición en 1549, a causa, según Joseph Pérez, de «la libertad con que se expresa [el que] choca con los tradicionalistas. Gil ironiza desde el púlpito acerca de las prácticas religiosas de las masas y de las estructuras eclesiásticas; critica ciertas formas de ascetismo; recomienda volver en todo a Jesucristo. No hay nada en estas propuestas que sea claramente luterano, al menos a primera vista». Henry Kamen achaca esta detención al clima represivo creado por el nuevo arzobispo de Sevilla e inquisidor general Fernando Valdés, «un hombre ambicioso e implacable que veía herejías por doquier». Por eso se opone al nombramiento de Constantino Ponce de la Fuente, un humanista de Alcalá y converso que había sido capellán de Carlos V, como predicador de la catedral, quien acaba siendo detenido por la Inquisición, muriendo en sus calabozos dos años más tarde. Según Kamen, ni Constantino ni Egidio «pueden considerarse luteranos». «Eran humanistas que creían en una intensa vida espiritual y ninguna de sus opiniones era explícitamente herética». Sin embargo, después de descubrirse el grupo luterano de Sevilla, fueron quemados en efigie, porque ya habían muerto, en el auto de fe de diciembre de 1560, por ser luteranos. Además, John Fox en su libro Book of Martyrs [protestantes] afirmó que el doctor Gil y Constantino Ponce fueron «los primeros que casi al mismo tiempo descubrieron las tinieblas de España».
Pero en Sevilla sí que existía un grupo de protestantes, compuesto por unas 120 personas, y que giraba alrededor del convento de los jerónimos de Santa Paula y en el monasterio de San Isidoro del Campo. Del grupo formaban parte Cipriano de Valera, Casiodoro de Reina, Juan Pérez de Pineda y Antonio del Corro que huyeron antes de ser descubiertos, convirtiéndose en personajes muy importantes en la Reforma protestante europea. En principio estos monjes jerónimos, grandes lectores de Lutero y de Melanchton, se instalaron en Ginebra.

### La represión de la Inquisición

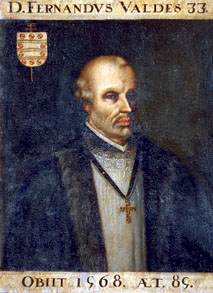
El inquisidor general Fernando de Valdés y Salas.

El grupo sevillano es descubierto en 1557, cuando Juan Ponce de León, heredero del condado de Bailén, es detenido junto con otros cuando intentaban introducir libros impresos en Ginebra. Poco después fue descubierto el grupo de Valladolid, y toda la familia Cazalla es detenida. Según Kamen, el inquisidor Valdés «puso en marcha una represión durísima con la intención de exagerar la amenaza protestante y recuperar el favor perdido en la corte». Ante la ausencia del rey Felipe II, que se encuentra en los Países Bajos, Valdés escribe a Carlos V, retirado en el monasterio de Yuste, informándole de lo sucedido y de que hay personas importantes implicadas, justificando el uso de la fuerza, pues «ay gran sospecha que podrían suceder mayores daños si se usase contra ellos de la benignidad que se ha usado en el Sancto Oficio con los convertidos de la ley de Moisén y de la secta de Mahoma, que comúnmente han sido gente baxa». Carlos V, según Kamen, «vio con horror cómo en España surgía la misma amenaza que había dividido Alemania» y se decantó por la represión implacable. Así se lo recomendó a su hija Juana de Austria, que actuaba como regente, en ausencia de Felipe II, en una carta que le envió el 25 de mayo de 1558:

Pero creed, hija, que este negocio me ha puesto y tiene en tan gran cuidado y dado tanta pena que no os lo podría significar, viendo que mientras el Rey y yo havemos estado ausentes de estos Reynos han estado en tanta quietud y libres de esta desventura, y que agora que he venido a retirarme y descansar a ellos y servir a nuestro señor, suceda en mi presencia y la vuestra una tan gran desvergüença y bellaquería, y incurrido en ello semejantes personas, sabiendo que sobre ello he sufrido y padecido en Alemania tantos trabajos y gastos… Y assí conviene que como este negocio importa más al servicio de nuestro señor, bien y conservación de estos Reynos, que todos los demás… es necesario poner mayor diligencia y esfuerço en el breve remedio y ejemplar castigo; […] assí se deve mirar si se puede proceder contra ellos como contra sediciosos, escandalosos, alborotadores e inquietadores de la república, y que tenían fin de incurrir en caso de rebelión por que no se puedan prevaler de la misericordia… [y que] ipso facto fuesen quemados y confiscada su hazienda

Según Henry Kamen, «esta carta señala realmente un punto de inflexión en España. A partir de entonces, debido a los temores de Carlos V y la política establecida por el inquisidor Valdés, la heterodoxia fue considerada una amenaza al Estado y a la religión establecida». De la misma forma interpreta la carta Joseph Pérez, en la que el emperador insta a su hija Juana a «tratar a los acusados no como herejes, sino como rebeldes que atentan contra la seguridad del Estado».

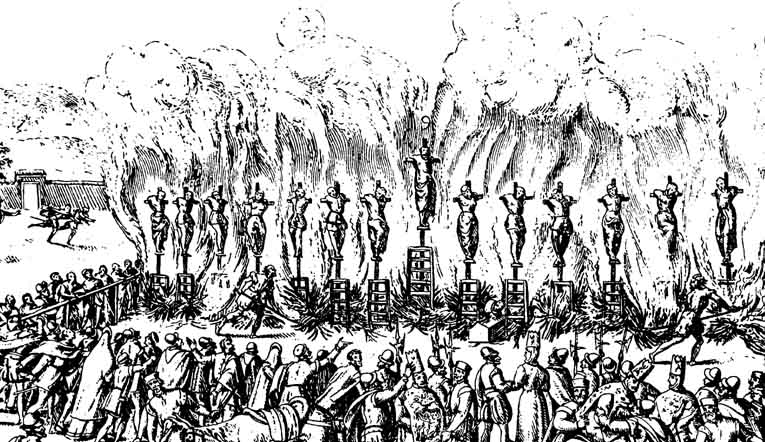
Grabado que representa la quema de los condenados en el auto de fe de Valladolid del 29 de mayo de 1559

El primer auto de fe se celebró en Valladolid el 29 de mayo de 1559 con asistencia de la regente doña Juana de Austria. Catorce de los treinta acusados fueron quemados, arrepintiéndose de su conversión al luteranismo —entre ellos Agustín Cazalla, su hermano Francisco Vivero, cura de una parroquia de la diócesis de Zamora, y su hermana Beatriz de Vivero; la madre, Leonor de Vivero, fallecida, es quemada en efigie: sus huesos son desenterrados con tal propósito—. El único que fue quemado vivo, porque no se arrepintió, fue el licenciado Francisco Herrero de Toro —según Joseph Pérez su nombre era Antonio Herreruelo—. Al segundo auto de fe, celebrado en Valladolid el 8 de octubre, asistió el rey Felipe II recién llegado de los Países Bajos. En él veintiséis personas fueron condenadas por ser protestantes y de éstas doce fueron quemadas en la hoguera (entre ellas cuatro monjas). En esta ocasión fue otro acusado y Carlos de Seso los que no se arrepintieron, por lo que fueron quemados vivos —Seso hizo una profesión de su fe: «… en solo Jesucristo espero, en solo Él confío y a Él adoro, y puesta mi indigna mano en su sacratísimo costado, voy por el valor de su sangre a gozar de las promesas hechas a sus escogidos»—.
Dos semanas antes se había celebrado el primer auto de fe en Sevilla. El 24 de septiembre de 1559 fueron condenadas setenta y seis personas, de las que dieciocho fueron quemadas —una fue quemada viva porque no se arrepintió y se mantuvo firme en su fe—. El siguiente tuvo lugar el 22 de diciembre de 1560, en el que de los cincuenta y cuatro condenados, catorce fueron quemados —entre ellos dos marineros ingleses y una madre y sus tres jóvenes hijas—, más tres en efigie, entre ellos Egidio y Constantino. En 1562 se efectuaron dos autos de fe más, en abril y en octubre, en los que fueron condenadas ochenta y ocho personas por protestantismo, dieciocho de las cuales fueron quemadas en la hoguera. En uno de ellos son exhumados los restos del predicador Juan Gil para quemarlos.

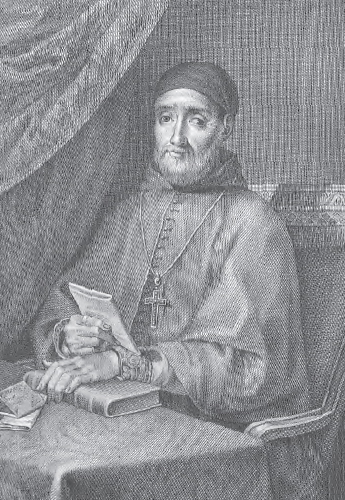
El arzobispo de Toledo Bartolomé de Carranza.

En este contexto de persecución de los luteranos tuvo lugar la detención el 22 de agosto de 1559, por orden del inquisidor general Valdés, del arzobispo de Toledo Bartolomé de Carranza, cabeza de la Iglesia de la Monarquía Hispánica, lo que tendrá un enorme impacto en el orbe católico. El arzobispo ha sido denunciado por alguno de los luteranos del grupo de Valladolid, como el corregidor Carlos de Seso, que declara haber hablado largamente con él sobre el purgatorio, sin que Carranza lo hubiera denunciado, lo que lo convertía en encubridor del luteranismo. Además su Catecismo, publicado en Amberes en 1558, es examinado por un grupo de teólogos y obispos que encuentran en él proposiciones heréticas, así como en uno de los sermones pronunciados en el verano de 1558 en el que había denunciado que, por miedo a ser considerado un luterano o un alumbrado, nadie se atrevía a hablar abiertamente de ciertos temas y en el que además había defendido la oración mental, como preconizaban los alumbrados. El proceso Carranza se convierte en un asunto de Estado y provoca el enfrentamiento entre el rey Felipe II y el papa, que pide que Carranza sea trasladado a Roma para ser juzgado allí al tratarse de un obispo. Tras nueve años en la cárcel de la Inquisición, el rey cede y permite que el arzobispo se traslade a Roma, donde es encarcelado y juzgado. El veredicto final se pronuncia en 1576 en el que se le condena a una pena muy leve. «Tras haber pasado diecisiete años en la cárcel, Carranza es puesto en libertad; muere unas semanas más tarde».
Al año siguiente de ser detenido Carranza, fue quemado un sacerdote en Toledo acusado de haber puesto en septiembre de 1559 pasquines por las casas y hasta en la catedral en los que se atacaba a la Iglesia católica por no ser «la iglesia de Jesu Christo sino la iglesia del demonio y del Anticristo su hijo, el papa anticristo».

## En las islas Canarias
La situación estratégica del archipiélago en las rutas comerciales y su condición como puente de unión entre Europa, África y América motivaron el establecimiento en las islas de mercaderes y comerciantes marinos de diversas religiones, entre ellas judíos y protestantes.
El principal personaje divulgador de ideas protestantes en Canarias fue el comerciante flamenco Juan Bartolomé Avontroot, el cual divulgó en las islas escritos de los primeros reformadores, tales como Martín Lutero o Juan Calvino. Avontroot, desde su exilio en Inglaterra instó también al rey Felipe III de España a convertirse al protestantismo. Fue detenido por la Inquisición durante su regreso a España y ejecutado en la hoguera en Toledo en 1633.

## El fin del protestantismo en la Monarquía Hispánica
Como ha señalado Henry Kamen, tras los autos de fe de Valladolid y de Sevilla de 1559-1562, el «protestantismo autóctono quedó prácticamente extinguido en España» y además «gran parte de los que podrían haber sido los reformadores españoles habían emigrado al extranjero». Joseph Pérez también piensa que la persecución de los años 1559-1560 «consiguió la derrota definitiva del protestantismo en la Península. Después de 1560, se siguen introduciendo libros en España, sobre todo calvinistas, pero los escasos protestantes que comparecen ante la Inquisición son extranjeros —franceses, ingleses, alemanes…—, instalados de forma permanente en España, o bien comerciantes o marineros de paso».
Pérez apunta además que otra de las consecuencias de los autos de fe de Valladolid y Sevilla fue que, a partir entonces, los protestantes europeos comenzaron las campañas contra la Inquisición española, aunque advierte de la paradoja que supone este hecho: «Los miles de judaizantes ejecutados a finales del siglo XV no habían conseguido conmover una Europa intelectual predispuesta al antisemitismo. Las decenas de luteranos quemados en 1559 suscitan un movimiento de simpatía y de solidaridad por parte de sus correligionarios; comienzan a aparecer en la Europa del norte panfletos contra la Inquisición española, firmados a menudo por protestantes españoles que habían huido de su país». El libro más famoso contra la Inquisición española es el Sanctae Inquisitionis Hispaniae Artes (Heidelberg, 1567) escrito por un misterioso Reginaldus Gonsalvius Montanus, que dice ser miembro del grupo de luteranos de Sevilla. El libro fue traducido al año siguiente al francés y al inglés, y más tarde al neerlandés y al alemán.

#### Agrupaciones acreditadas en FEREDE
- Federación de Entidades Religiosas Evangélicas de España (FEREDE) reconoce, dentro de su seno, a agrupaciones denominacionales, siempre que estén vinculadas por afinidad doctrinal, celebren reuniones periódicas, tengan órganos consultivos o decisorios y tengan una suficiente presencia y estabilidad en España. En la actualidad, las agrupaciones denominacionales reconocidas son las siguientes:
  - Anabautistas, Menonitas y Hermanos en Cristo en España
  - Asamblea Cristiana
  - Asambleas de Dios de España
  - Asambleas de Hermanos
  - Comunión Anglicana:
    - Iglesia Española Reformada Episcopal (IERE)
    - Federación Anglicana (Sección Española de la Diócesis en Europa)

  - Federación de Iglesias Apostólicas y Pentecostales de España (FIAPE)
  - Federación de Iglesias Betania (FIBE)
  - Federación de Iglesias de Dios de España (FIDE)
  - Federación de Iglesias Evangélicas Independientes de España (FIEIDE)
  - Federación de Iglesias Evangélicas Pentecostales de España (FIEPE)
  - Iglesia Cuerpo de Cristo
  - Iglesia Evangélica Española (IEE)
  - Iglesia del Evangelio Cuadrangular
  - Iglesia evangélica Filadelfia
  - Iglesias Buenas Noticias
  - Iglesias de Cristo
  - Iglesias de la Biblia Abierta
  - Unión Evangélica Bautista de España (UEBE)
  - Unión de Iglesias Cristianas Adventistas del Séptimo Día (UICASDE)